# Quadrazais
Quadrazais est une commune (freguesia) du Portugal, rattachée au canton (concelho) de Sabugal et située dans le district de Guarda et la région Centre, à quelques kilomètres seulement de la frontière espagnole (Valverde del Fresno et, plus loin, Ciudad Rodrigo).
Elle est située à 850 mètres d’altitude, le long de la chaîne montagneuse qui descend du Système central espagnol vers l’Atlantique, en limite nord de la Serra da Malcata, aujourd’hui réserve naturelle, dont elle constitue une porte d’entrée.
Elle fait partie de la Raia, cette zone frontière à cheval sur deux pays, trop loin des pouvoirs centraux (Lisbonne ou Porto côté portugais, Madrid côté espagnol) pour être englobée dans une politique de développement, et qui a su se développer « à l’écart », avec ses propres traditions culturelles (Capeia arraiana), de langue (la giria de Quadrazais, la Fala de Valverde del Fresno, langues galaïco-portugaises, comprises de part et d’autre de la frontière), ou encore culinaires.

## Géographie
Le village de Quadrazais est situé sur le contrefort nord de la Serra da Malcata, premier relief du Système central côté portugais, immédiatement à la suite de la Sierra de Gata côté espagnol. Cette chaîne de montagnes sépare le pays entre la bassin versant du Tage au sud (embouchure à Lisbonne), et celui du Douro au nord (embouchure à Porto), auquel Quadrazais appartient, à quelques kilomètres près, puisque situé sur la rive droite de la rivière Côa, affluent du Douro.
Ainsi, déjà situé à quelques kilomètres de la frontière espagnole orientée nord-sud, Quadrazais est aussi à cheval sur la ligne de partage des eaux entre Tage et Douro orientée est-ouest.

## Toponymie
Première hypothèse : « Quadrazais » viendrait de quatre familles s'y étant installées, d'où le nom Quadrazais.
La seconde hypothèse fait référence à la rivière qui la traverse, le "Côa", où "Côadrazais" serait devenu par la suite "Quadrazais".
Troisième hypothèse : le nom proviendrait de : « Quadraçal » : zone granitique.

## Histoire
Le caractère montagneux du relief de la région ajouté à la pauvreté des sols et au climat rigoureux font de Quadrazais et des villages de la Raia (la frontière) des terres «dures», contraintes à vivre isolément.
Les premières communautés se constituent en tribus et vivent d'agriculture, mais surtout du pastoralisme. Ce sont d’abord deux peuples pré-celtiques : les Vettons et les Astures qui peuplent la région du Haut-Côa (Ribacôa). Puis, vers 550 av. J.-C., les Túrdulos, arrivent de la zone nord du Tage, pour occuper les terres au nord du Côa. Au VIe siècle av. J.-C., c’est au tour des Phéniciens, des Grecs et des Celtes de coloniser la région.
Les tribus autochtones résistent aux Romains jusqu'à 138 av. J.-C. Commence alors l’occupation romaine. Sont dès lors construits plusieurs ponts sur le Côa qui existent encore aujourd'hui dans le canton de Sabugal. Aux siècles suivants, les périodes d’invasions arabes et de reconquêtes chrétiennes sont encore mal documentées. On pense néanmoins que vers le XIIe siècle, la région était très peu peuplée. Puis, au cours des XIIe et XIIIe siècles, elle est repeuplée sur ordre du roi de Léon, côté espagnol, qui, même s'il n'avait pas de souveraineté sur la région, a offert des terres à qui voulait s’installer. Les colons étaient principalement Galiciens. La bande de terre comprise entre les rivières Côa et Águeda est alors âprement disputée entre Portugal et Espagne, et ce n'est qu'en 1297 que le traité d'Alcanizes acte son rattachement au royaume du Portugal.
Mais face à la politique de repeuplement castillan et le non-respect du traité, le roi portugais Don Dinis doit reprendre la région par la force. Les travaux de reconstruction du château de Sabugal datent de cette époque. Dans cette zone frontalière, depuis le XIIIe siècle, les gens se déplacent de part et d’autre de la frontière, travaillant et échangeant des marchandises et des produits agricoles. Comme il s'agit d'une zone éloignée de la capitale et hors de portée et de contrôle de l'armée portugaise, elle est régulièrement assaillie, pillée et incendiée par les Castillans. En 1651, les Espagnols subissent une défaite majeure à Quadrazais ; ils voient même les quadrazenhos prendre les châteaux d'Eljas, de ValVerde del Fresno, et même du village de Xalma. Ces guérillas constantes et le non-respect des frontières ont perduré jusqu'au XIXe siècle avec la signature de l'accord entre le Portugal et l'Espagne en 1864, date à laquelle les deux pays ont vécu en paix dans la région du Haut-Côa.

Quadrazais faisait partie, comme d'autres villages qui composent le concelho de Sabugal, du Royaume de Leon (actuelle Espagne) avant cession à la couronne du Portugal par le traité d’Alcanizes (1297). Après la Reconquista, le roi de Leon repeupla la région avec des habitants originaires de Galice. La région souffrit particulièrement des guerres péninsulaires (série d'invasions françaises vers 1810 par l'armée de Napoléon).
La renommée de Quadrazais s'est accrue par ses activités de contrebande au siècle dernier, notamment par son dialecte unique (la Giria Quadrazenha), créé afin de tromper les gendarmes espagnols et portugais.
Il y avait à Quadrazais plusieurs fabriques de savon, à l'initiative du père de l'écrivain Nuno de Montemor, auteur d'un roman qui décrit le village et sa population dans son roman "Maria Mim" (1939). La rua da Fábrica tient d’ailleurs son nom d’avoir accueilli une fabrique de savon. En Giria (argot des contrebandiers), le savon (sabão en portugais) se disait escorreguejo (« glissant »), ou savante (« savant »).

### La giria, langue de Quadrazais
La giria (ou argot) de Quadrazais est une langue autrefois utilisée par les habitants de Quadrazais, du temps de la contrebande et de l'émigration. Les contrebandiers et les passeurs y avaient recours pour tromper les autorités et pouvoir leur échapper : gendarmes, douaniers, garde-frontières.
La contrebande, illégale, fut pratiquée le long de toute la frontière avec l'Espagne, mais à Quadrazais, elle était pratiquée par presque toutes les familles. C'était en effet un "travail" plus rémunérateur que l'agriculture, dans un endroit où la terre était trop pauvre pour nourrir les familles nombreuses. Les hommes mais aussi les femmes devaient se jouer des obstacles naturels et des gendarmes. Ils parcouraient des kilomètres sur des sentiers dont ils changeaient souvent pour ne pas être repérés.
Pour se comprendre et ne pas être compris par toute oreille attentive ou de garde-frontières, les Quadrazenhos ont donc développé leur propre langue, dans laquelle ils devaient pouvoir négocier tous les produits échangés.
Depuis le Portugal, les contrebandiers transportaient des œufs, du savon, du café, et on en ramenait d'Espagne des pièces de velours côtelé (“pana"), de la soie, des balles de morue, des bérets basques, des vestes, des espadrilles... et plus tard du tabac.

### Histoire d'Ozendo
Selon Pedro Febra, le mot pourrait être d'origine germanique, Adolsinda signifiant « terre appartenant à une noble dame germanique ». Le nom aurait évolué vers Adosinda, Auzenda, Ouzendo ou Ozendo.
On sait que la région frontalière d'Ozendo était déjà peuplée à l'époque protohistorique, il y a plus de trois mille ans. Plusieurs vestiges sont d’âge très ancien, témoin, par exemple, la voie romaine qui reliait Sabugal à Soito.
«Il y avait en 1758 sept chapelles sur la commune : quatre proches du village ou dans celui-ci : Santo Cristo, Santo António, São Sebastião et São Mamede. Les autres étaient dédiées à São Genésio, à Espirito Santo et à São Sebastião - cette dernière à l’endroit des maisons de Ousendo (sic). L'autre lieu habité de la commune était la Quinta de Águas de Bacelo. Ousendo est un nom en usage jusqu'au XIIe   ou   XIIIe siècle, nom d'origine germanique, ce qui démontre l’ancienneté de l’implantation locale. »

## Démographie
| Nombre d'habitants de la commune de Quadrazais | Nombre d'habitants de la commune de Quadrazais | Nombre d'habitants de la commune de Quadrazais | Nombre d'habitants de la commune de Quadrazais | Nombre d'habitants de la commune de Quadrazais | Nombre d'habitants de la commune de Quadrazais | Nombre d'habitants de la commune de Quadrazais | Nombre d'habitants de la commune de Quadrazais | Nombre d'habitants de la commune de Quadrazais | Nombre d'habitants de la commune de Quadrazais | Nombre d'habitants de la commune de Quadrazais | Nombre d'habitants de la commune de Quadrazais | Nombre d'habitants de la commune de Quadrazais | Nombre d'habitants de la commune de Quadrazais | Nombre d'habitants de la commune de Quadrazais |
| ---------------------------------------------- | ---------------------------------------------- | ---------------------------------------------- | ---------------------------------------------- | ---------------------------------------------- | ---------------------------------------------- | ---------------------------------------------- | ---------------------------------------------- | ---------------------------------------------- | ---------------------------------------------- | ---------------------------------------------- | ---------------------------------------------- | ---------------------------------------------- | ---------------------------------------------- | ---------------------------------------------- |
| 1864                                           | 1878                                           | 1890                                           | 1900                                           | 1911                                           | 1920                                           | 1930                                           | 1940                                           | 1950                                           | 1960                                           | 1970                                           | 1981                                           | 1991                                           | 2001                                           | 2011                                           |
| 1 654                                          | 1 824                                          | 1 953                                          | 2 055                                          | 1 983                                          | 2 039                                          | 1 899                                          | 2 580                                          | 2 640                                          | 1 893                                          | 1 057                                          | 709                                            | 581                                            | 473                                            | 457                                            |

Une grande majorité des habitants de Quadrazais a émigré. Entre 1950 et 2011, le village a perdu 83 % de sa population. Les Quadrazenhos ont d’abord rejoint les villes portugaises pour s’établir en tant que commerçants (de tissu, de savon…), dans la continuité sans doute de leur activité de contrebande : certains avaient appris à vendre les produits achetés de l’autre côté de la frontière. Puis, à partir de 1955, ils sont surtout partis en France, mais aussi plus tard au Luxembourg, en Suisse, en Allemagne ou au Brésil, au Canada. La dernière vague massive d’émigration a débuté à la fin des années cinquante. Depuis, un petit nombre d’émigrés est revenu au village, ou fait l’aller-retour entre Quadrazais et son lieu d’émigration.
Du fait que l’émigration se soit faite très majoritairement dans un pays de langue française, Quadrazais est un village très francophone, où il est facile d’être compris en français, notamment en août, le mois où les émigrés reviennent traditionnellement passer leur vacances au village, et où on entend autant le français que le portugais dans ses rues.

## Patrimoine bâti
- Église Nossa Senhora da Assunção (Notre-Dame de l’Assomption) : 2e moitié du 17e siècle, en granit, décor baroque, entrée avec portique à pilastres et fronton ouvert; clocher massif.
- Chapelles :
  - du Santo Cristo (à l’ouest) : 19e et 20e siècles,
  - de Espírito Santo (près de la baignade),
  - de Lameira,
  - de São Sebastião, rua de São Sebastiäo, à 300 m de l’église, plein sud.
  - de Santo António (chapelle du cimetière),
  - de Santa Eufémia (procession lors de la fête du village le 16 septembre)
  - de São Gens, 1978, au nord, hors du village. Belvédère, 952 m d’altitude. Beau panorama 300 degrés jusqu’à Guarda. Fête en août.
- Chapelle d’Ozendo, écart sur la commune de Quadrazais
- Fontaine, en bas du village
- Croix
- Maison natale de Nuno Montemor, place du Vale, Largo Nuno Montemor (plaque posée en 1993) [photo ci-dessous]
- Tombe de Nuno Montemor
- Monument à l’Émigré. Sculpteur : Eugénio Macedo. Inaugurée le 15 août 2005, sur la place du Vale.

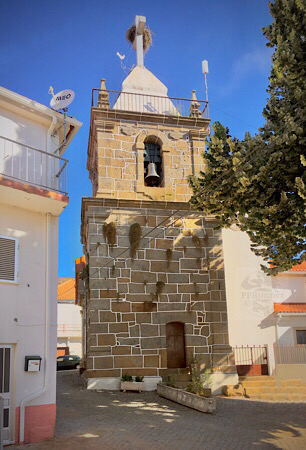
Église Notre-Dame-de-l'Assomption, 2021
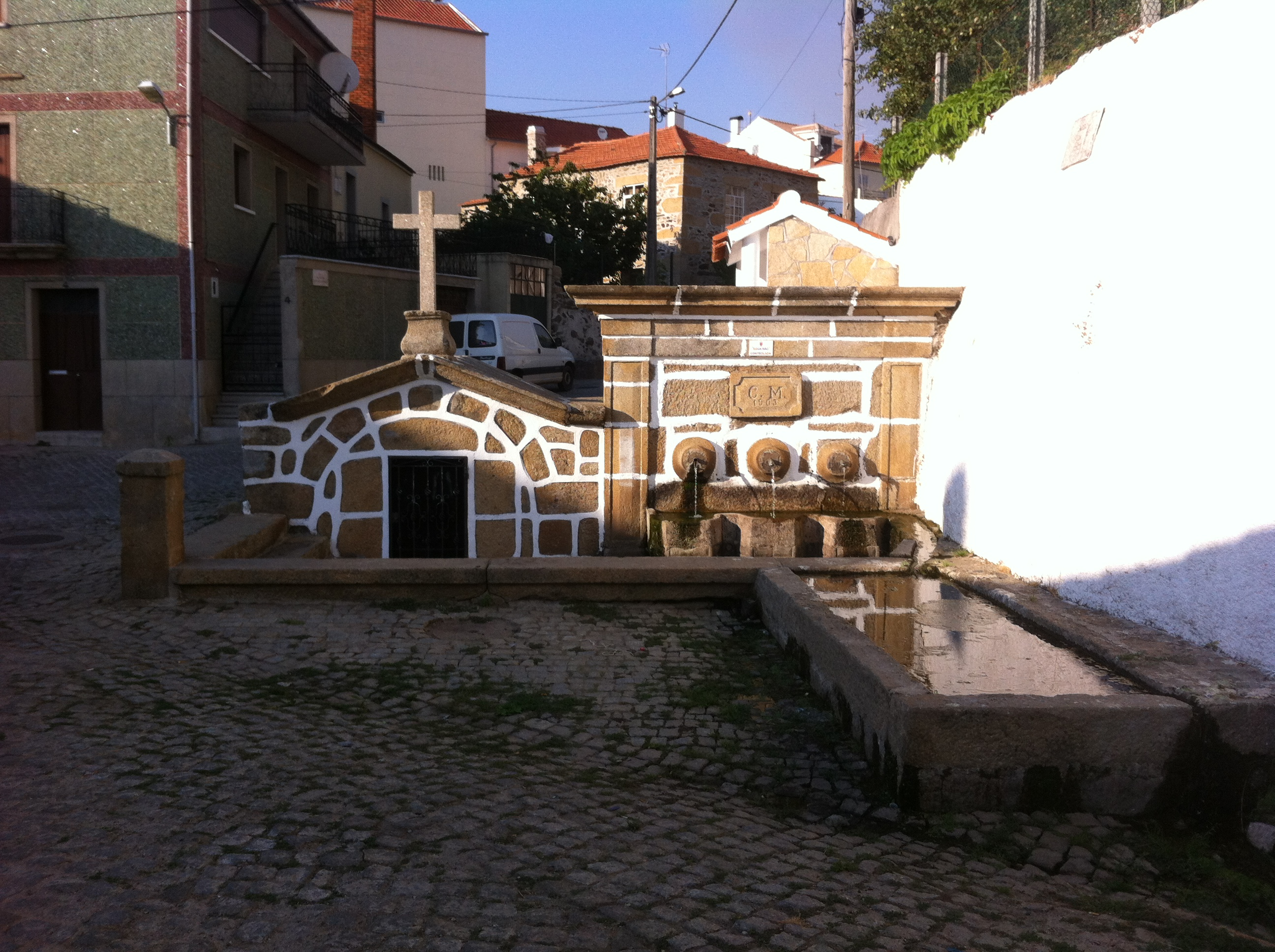
Fontaine principale de Quadrazais
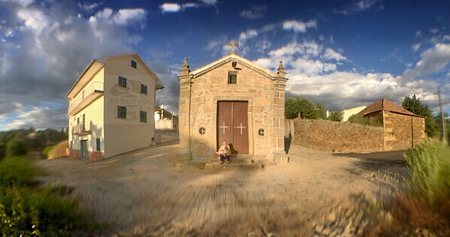
Chapelle du Saint-Christ (Santo Cristo), 2021
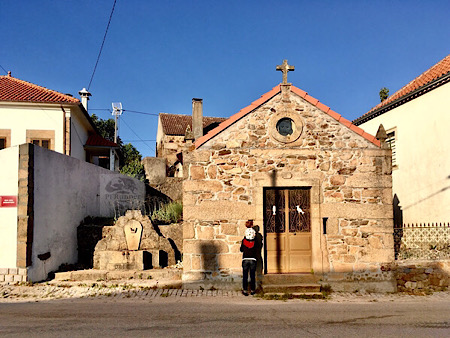
Chapelle Saint-Sébastien (São Sebastião), 2021
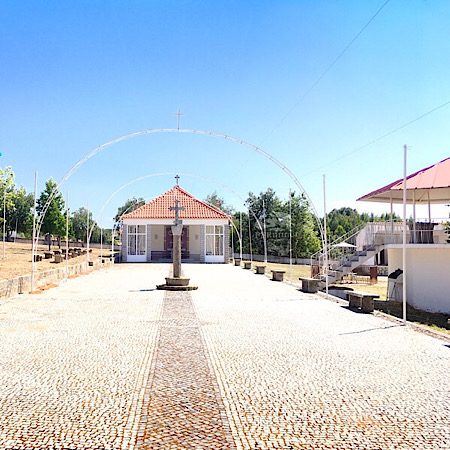
Chapelle de Sainte-Euphémie (Santa Eufémia), 2021
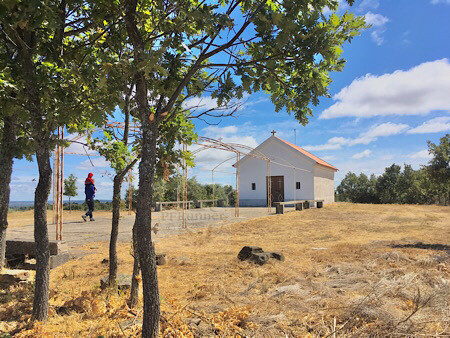
Chapelle de São Gens, 2021
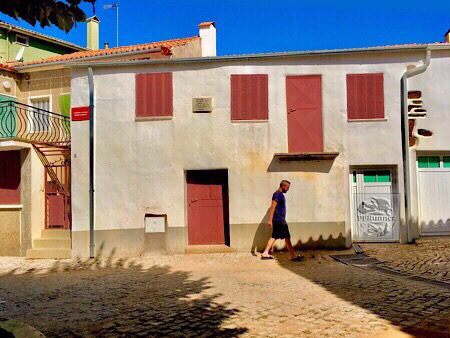
Maison natale de Nuno de Montemor, Quadrazais, 2022

### Abandonné
- Ancienne caserne de la GNR (Garde nationale républicaine), angle de la rua Nossa Senhora de Fatima avec la rua das Eiras. Elle ouvre en 1966 avec huit gendarmes pour tenter de freiner l'émigration illégale et la contrebande.

## Patrimoine naturel

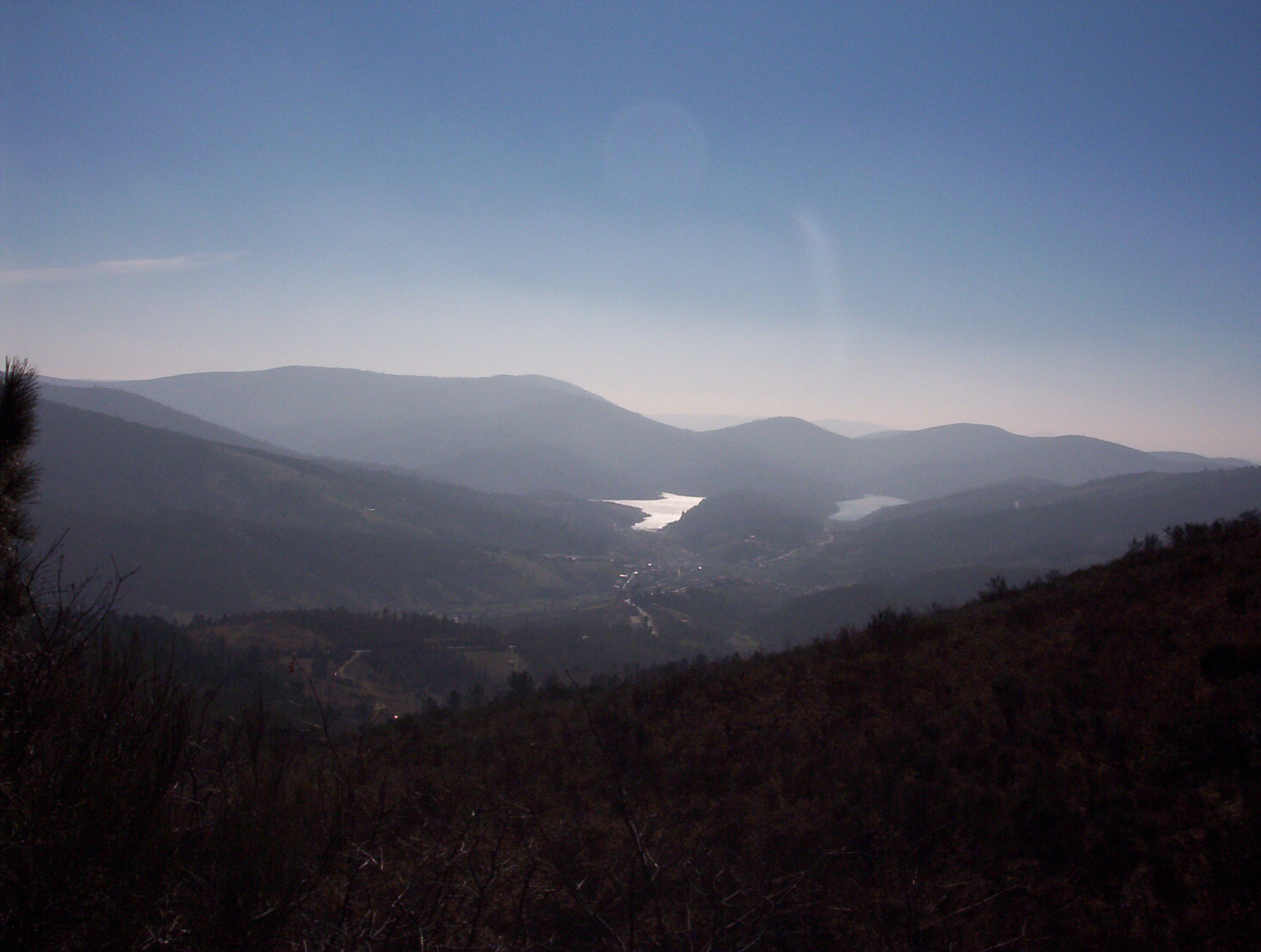
Serra de Malcata

- Serra de MalcataLa Réserve naturelle de la Serra da Malcata, dont Quadrazais est une porte d’entrée, a été créėe en 1981. Grande étendue montagneuse de 16 000 hectares inhabitée par l’homme, mais accueillant des centaines d’espèces animales dont le loup, le lynx ibérique et la cigogne noire.

## Services
- Maison de retraite (Lar) de Santa Eufêmia (42 lits en 2013).

- Consultation médicale hebdomadaire.
- Commerçants ambulants : pain (quotidien) ; fruits, légumes, fromages : selon la saison.
- École : fermée au 20e siècle.

## Commerces
- Quatre cafés (Café Central place de l’église, O Candagco rue Alexandre Justino Vieira - derrière l’église, Santa Eufémia, et O Aquario place du Vale).
- Deux épiceries (minimercado).
- Un restaurant de truites (Trutalcôa) à mi chemin de Vale de Espinho, où l'on peut également pêcher.

## Loisirs
- Arènes (Praça de Touros), au nord, inaugurées en juillet 2015. Avant leur construction, les Capeias Arraianas avaient lieu sur la place du Vale, qu'on fermait avec des charrettes sur lesquelles on montait pour voir le spectacle, jusqu’à un accident mortel après lequel on a préféré renoncer à ce lieu.
- Terrain de football.
- Baignade aménagée de Lameira sur le Coa (Praia fluvial), à 2 km au sud-est du centre, sur la route de Vale de Espinho : guinguette avec petite restauration, plage aménagée, douches, tyroliennes, parcs de stationnement en partie à l’ombre.

## Fêtes et événements

### Réguliers
- La Route des contrebandiers (à cheval), dont la 1re édition s’est tenue le 14 avril 2019, trait d’union luso-espagnol entre Quadrazais et son miroir du côté espagnol : Valverde del Fresno, deux communes voisines séparées par une frontière, qui se sont longtemps adonnées à la contrebande.
- Capeia arraiana : fête tauromachique, sans mise à mort. La capeia arraiana est une version locale de la Tourada inscrite au patrimoine immatériel du Portugal, dans laquelle il existe une phase collective où une trentaine d’hommes du village font face au taureau derrière un forcão, espèce d’immense triangle de bois d’environ 5 x 5 mètres, en forme de fourche, pour tenir le taureau à distance. Fin juillet ou début août, Quadrazais ouvre la saison des capeias qui se tiennent dans 13 villages de la région jusqu’à fin août. Les éditions de 2020 et 2021 se sont vues annulées en raison de la pandémie de coronavirus.
- Santa Eufémia (Sainte-Euphémie), le 16 septembre, à la chapelle Santa Eufémia : LA fête du village, avec procession.
- Grand feu de Noël : Madeiro ou Fogueiro de Natal : d’immenses troncs de châtaigniers sont amenés sur la place de l’église, et allumés le soir de Noël. Il brûlent nuit et jour jusqu’à l’Épiphanie, fête des rois, selon une tradition pré-chrétienne du nord du Portugal et parfois encore vivante en Provence.
- Saint-Sébastien : le 3e dimanche du mois de janvier, à la chapelle Saint Sébastien (São Sebastião). Procession autour de l’îlot de la chapelle avec la statue du Saint. Tradition reprise en 2020 après des années d’interruption.

### Exceptionnels
- Le 23 août 2012, Quadrazais a été village étape lors de la septième étape de A Volta de Portugal 2012 (en français : Le Tour du Portugal 2012).